# 马兰翠
马兰翠（1954年2月—），女，汉族，河北清河人，中华人民共和国政治人物、第九届全国人大代表、第十一届全国政协委员。

## 生平
1972年加入中国共产党，担任河北省人大常委会副主任、河北省总工会主席、党组书记。2008年，当选第十一届全国政协委员，代表中华全国总工会，分入第十八组。2008年10月17日，中国工会十五大在北京开幕，大会选举他出任主席团委员。